# Thoracotropis cypriformis
Thoracotropis cypriformis är en tvåvingeart som beskrevs av Freeman 1951. Thoracotropis cypriformis ingår i släktet Thoracotropis och familjen svampmyggor. Inga underarter finns listade i Catalogue of Life.